# 宮本明雄
宮本 明雄（みやもと あきお、1949年（昭和24年）3月1日 - ）は、日本の政治家・元地方公務員。元長崎県諫早市長（3期）。

## 来歴
長崎県諫早市宇都町出身。諫早小学校、上山小学校を経て諫早中学校を卒業。1967年（昭和42年）3月、諫早高校卒業。1972年（昭和47年）3月、國學院大學経済学部経済学科卒業。同年8月1日、諫早市役所に入庁。
1992年（平成4年）に諫早市東京事務所長。1995年（平成7年）に総務課長。1999年（平成11年）に議会事務局長。2001年（平成13年）に財務部長。
2007年（平成19年）3月31日、諫早市役所を退職。同年4月1日、諫早市副市長に就任。2008年（平成20年）12月31日、副市長を退任。

### 2009年諫早市長選挙
2009年（平成21年）4月5日執行。元県議の橋村松太郎、前市議の古川利光ら4候補を破り初当選。4月10日、市長就任。
※当日有権者数：111,292人 最終投票率：71.07%（前回比：-3.97pts）
| 候補者名   | 年齢 | 所属党派 | 新旧別 | 得票数   | 得票率 | 推薦・支持 |
| ---------- | ---- | -------- | ------ | -------- | ------ | ---------- |
| 宮本明雄   | 60   | 無所属   | 新     | 27,642票 | 35.62% |            |
| 橋村松太郎 | 62   | 無所属   | 新     | 27,298票 | 35.18% |            |
| 古川利光   | 65   | 無所属   | 新     | 10,840票 | 13.97% |            |
| 奥田修史   | 37   | 無所属   | 新     | 10,567票 | 13.62% |            |
| 真崎光博   | 61   | 無所属   | 新     | 1,253票  | 1.61%  |            |

### 2013年諫早市長選挙
3月31日公示、4月7日執行予定だったが宮本以外の立候補者が現れず無投票で再選。

### 2017年諫早市長選挙
2017年（平成29年）3月26日執行。前市議の千住良治、会社経営者の犬尾公を破り3選。
※当日有権者数：114,085人 最終投票率：58.22%（前回比：pts）
| 候補者名 | 年齢 | 所属党派 | 新旧別 | 得票数   | 得票率 | 推薦・支持                     |
| -------- | ---- | -------- | ------ | -------- | ------ | ------------------------------ |
| 宮本明雄 | 68   | 無所属   | 現     | 34,712票 | 53.22% | （推薦）自民党・民進党・公明党 |
| 千住良治 | 44   | 無所属   | 新     | 24,731票 | 37.91% |                                |
| 犬尾公   | 43   | 無所属   | 新     | 5,785票  | 8.87%  |                                |

### 2021年諫早市長選挙
3月21日告示、28日執行。自民党の推薦を得て立候補するも、元参議院議員で前長崎県議会議員の大久保潔重に敗れ落選。
※当日有権者数：111,401人 最終投票率：58.78%（前回比：＋0.56pts）
| 候補者名   | 年齢 | 所属党派 | 新旧別 | 得票数   | 得票率 | 推薦・支持     |
| ---------- | ---- | -------- | ------ | -------- | ------ | -------------- |
| 大久保潔重 | 55   | 無所属   | 新     | 22,714票 | 35.07% |                |
| 宮本明雄   | 72   | 無所属   | 現     | 21,167票 | 32.68% | （推薦）自民党 |
| 山村健志   | 47   | 無所属   | 新     | 20,880票 | 32.24% |                |

2022年11月3日、秋の叙勲において、旭日小綬章を受章した。